# Alabama fever
Pour les articles homonymes, voir Alabama (homonymie).
L'Alabama fever est un mouvement de ruée vers les terres du nouveau territoire de l'Alabama, survenu en mars 1817 après la victoire contre les Anglais et les Indiens Creeks lors de la guerre de 1812. La population est passée de 9 046 habitants en 1810 à 127 901 personnes en 1820.

## Historique
Le traité de Fort Jackson signé, le 9 août 1814, après la victoire du général et futur président des États-Unis Andrew Jackson contre les Indiens Creek à Tohopeka, a lancé le mouvement. Tout s'est ensuite accéléré avec les ventes de terre de 1817. Jusqu'alors existait seulement un territoire du Mississippi créé en 1798. Mais la loi du 3 mars 1817 a décidé de le couper en deux, en créant à l'est le territoire de l'Alabama avec pour gouverneur William Wyatt Bibb, député venu de Géorgie.

## Causes
Les colons blancs se sont vu octroyer des terres pour des sommes très faibles, entraînant une gigantesque spéculation immobilière qui ne s'arrêtera qu'avec la crise bancaire de 1837, étroitement liée cette spéculation, et dans laquelle des dizaines de milliers de déposants furent ruinés. La plupart de ces colons venaient de Virginie, Caroline et Géorgie.
Cette poussée démographique s'est traduite par une multiplication par vingt de la population en quinze ans et une ruée vers l'or blanc du coton, dont l'Alabama est devenu un grand producteur, tout le long de la rivière Tombigbee et de la Black belt de l'esclavage. La population de ce territoire, devenu le 22e État de l'Union en 1819, est ainsi passée de 9 046 habitants en 1810 à 127 901 personnes en 1820. Parmi les nouveaux venus figuraient dès 1817 les colons de la Vine and Olive Colony, des réfugiés français de Saint-Domingue en Amérique.
L'arrivée au statut d'État était une étape importante dans la lutte que menait alors au niveau fédéral les esclavagistes et les anti-esclavagistes, chaque État disposant du droit d'élire deux sénateurs à Washington. La population d'esclaves de l'État est passée ensuite de 41 879 personnes en 1820 à 435 080 en 1860.

## Fin
La culture du coton a rapidement épuisé la plupart des sols, entrainant une diminution de la production de coton en quelques décennies. À une époque antérieure aux engrais inorganiques, ceci a rendu nécessaire l’existence une frontière toujours en expansion de façon à permettre aux colons et à leurs esclaves de pouvoir se déplacer plus à l’ouest afin de maintenir une production aussi élevée que possible. Les magnats du coton ont même envisagé la possibilité de conquérir et d’annexer des territoires dans les Caraïbes ou en Amérique centrale pour cultiver le coton, en raison de la résistance accrue du Nord à l’expansion de l’esclavage aux États-Unis et dans les régions arides de l’Ouest, inadaptées à la production cotonnière.

## Chronologie
- 1798 : création d'un territoire du Mississippi sur des terres non-américaines.
- 1803 : spéculation immobilière sur des rumeurs voulant que l'Espagne ait vendu le Mississippi, et prévoie de vendre la Floride occidentale.
- 1810 : l'Alabama n'a que 9 046 habitants, essentiellement sur le littoral, à Mobile.
- 1810 : république de Floride occidentale.
- septembre 1810 : début de la guerre d'indépendance du Mexique.
- 1812 : début de la guerre de 1812.
- 1813 : l'occupation de Mobile par l'armée américaine sécurise l'accès à l'océan[2].
- 1814 : le traité de Fort Jackson met fin à la guerre de 1812.
- 1814 : forte hausse des cours du coton[3].
- novembre 1815 à juin 1816 : s'installe à Galveston, d'où il chasse Louis-Michel Aury.
- 1817 : création du territoire de l'Alabama, début de la ruée.
- Scandale de l'île d'Amelia
- mars 1817 : création de la Vine and Olive Colony.
- juin 1817 : Amelia Island voit arriver Gregor MacGregor.
- juin 1817 : Gregor MacGregor quitte Amelia Island.
- septembre 1817 :  Louis-Michel Aury succède à Gregor MacGregor à Amelia Island.
- 22 novembre 1817 : traité Angleterre-Espagne qui accorde un premier droit de visite contre une indemnité de 170 000 dollars.
- décembre 1817 : intervention américaine contre le scandale de l'île d'Amelia.
- 1818 : traités similaires avec les Pays-Bas.
- 1818 : flambée des cours du coton.
- 20 avril 1818 : loi américaine contre le trafic d'esclaves, suscitée par scandale de l'île d'Amelia.
- 1818 : le territoire de l'Alabama assouplit la législation sur le crédit, boom spéculatif[3].
- 1819 : l'Alabama devient un État.
- 1820 : l'Alabama a 127 901 habitants.
- 1821 : le traité de Córdoba confirme l'indépendance au Mexique.